# 奥古斯丁·穆泰德
奥古斯丁·穆泰德（法語：Augustin Mouterde，1991年9月25日—），法国男子赛艇运动员。他曾代表法国参加世界赛艇锦标赛，获得一枚金牌和二枚银牌，均来自男子轻量级双人单桨无舵手项目。